# Stivkrampe
Stivkrampe eller tetanus er en livstruende krampetilstand, som skyldes toksinet spasmin fra bakterien Clostridium tetani. C. tetani er en grampositiv anaerob bakterie, der er normalt forkommende i jord og fæces fra dyr. C.tetani kan kun vokse i miljøer, hvor der ikke er ilt til stede, og infektionsstedet er derfor som regel dybe sår samt sår med iltfrit miljø. Spasmin produceres kun på infektionsstedet, men transporteres via nervebanerne til resten af kroppen. Det menes, at ansigt og nakke rammes først, da nervebanerne her er korte, og stiv nakke og grimasseren er derfor et symptom (heraf den ældre betegnelse mundklemme for stivkrampe). Toksinet forhindrer musklerne i at slappe af, og det er set, at muskelspændingerne har kunnet brække knogler.
Man kan vaccineres mod stivkrampe, og vaccinen virker i 10 år ved revaccination.

## Udbredelse
Stivkrampe er et globalt sundhedsproblem eftersom sporer af C. tetani er overalt. Sygdommen opstår stort set kun hos personer, som ikke er vaccineret eller tilstrækkeligt immuniseret. Tilfælde af stivkrampe finder sted over hele verden, men den er mest normal i varme områder med høj luftfugtighed med rig organisk jord. Dette er især tilfældet med gødningsbehandlet jord, da sporerne her nemt videregives i tarme og afføring fra dyr. I landbrugsområder er der derfor mange voksne mennesker, der har organismen. Sporerne kan også findes på hudoverfladen og i besmittet heroin.
Stivkrampe forbliver – især hos småbørn – et betydeligt sundhedsproblem blandt befolkningerne i ulande. Der rapporteres omkring en million tilfælde af stivkrampe hvert år på verdensplan, hvilket ifølge vurderinger forårsager omkring 300.000 til 500.000 dødsfald hvert år.